# Rowo Gempol
Rowo Gempol is een bestuurslaag in het regentschap Pasuruan van de provincie Oost-Java, Indonesië. Rowo Gempol telt 8953 inwoners (volkstelling 2010).